# Ernst Neïzvestny
 (août 2016).
Si vous disposez d'ouvrages ou d'articles de référence ou si vous connaissez des sites web de qualité traitant du thème abordé ici, merci de compléter l'article en donnant les références utiles à sa vérifiabilité et en les liant à la section « Notes et références ».

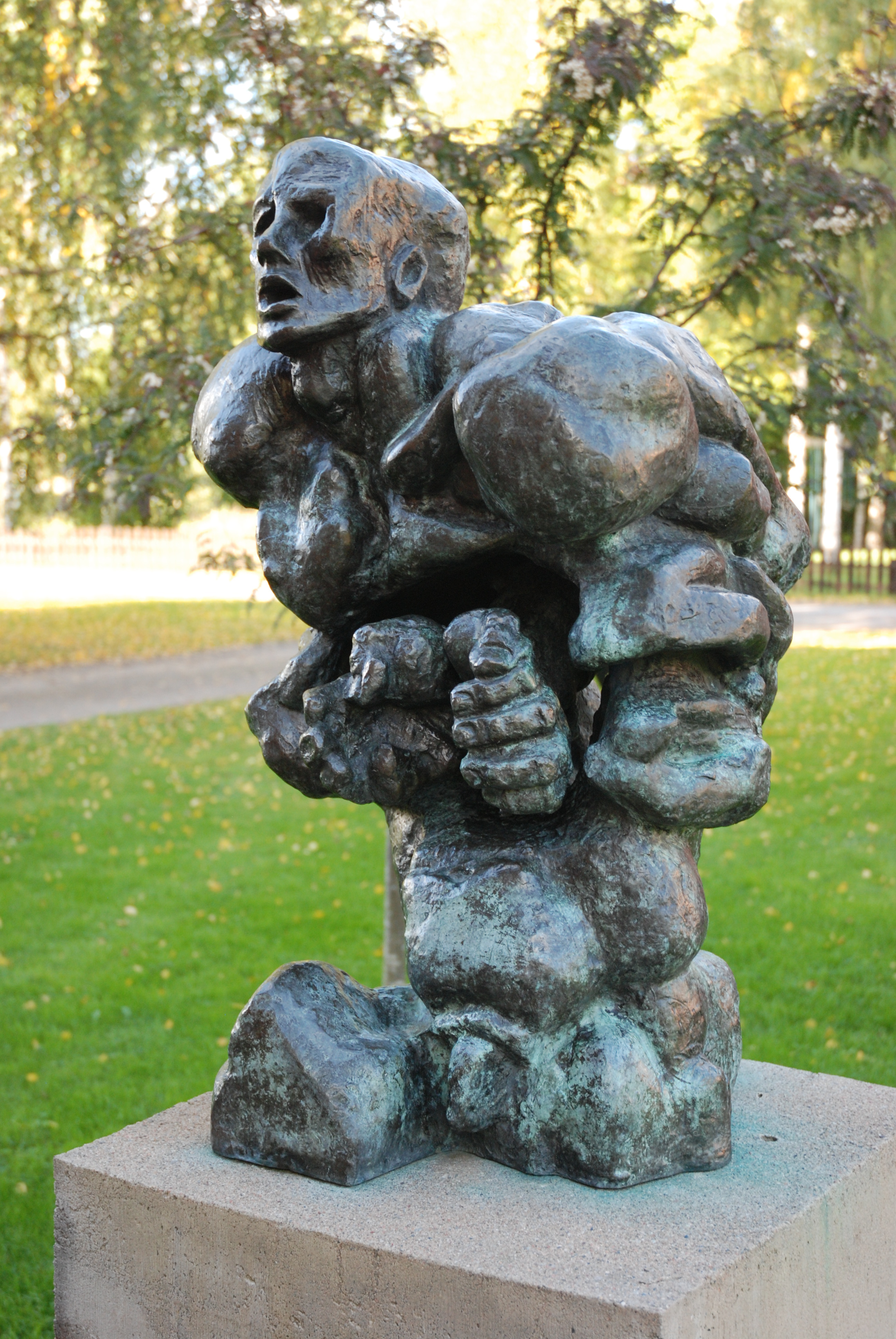
Le Prophète à Uttersberg (Suède).

Ernst Iossifovitch Neïzvestny (en russe : Эрнст Ио́сифович Неизве́стный), né le 9 avril 1925 à Sverdlovsk (RSFS de Russie) et mort le 9 août 2016 à New York (État de New York), est un sculpteur russo-américain. Il a vécu et travaillé à New York.

## Biographie

### Jeunesse
Ernst Neïzvestny nait le 9 avril 1925 à Sverdlovsk (actuelle Iekaterinbourg). En 1942, à l’âge de 17 ans, il rejoint l’Armée rouge comme volontaire. À la fin de la Seconde Guerre mondiale, il est gravement blessé et est même considéré comme cliniquement mort, si bien qu’il reçoit l’Ordre de l'Étoile rouge à titre posthume et que sa mère est officiellement avertie du décès de son fils. Neïzvestny survit finalement.
En 1947, Ernst Neïzvestny rejoint l’Académie d’art de Lettonie à Riga. Il poursuit son éducation à l’École de peinture, de sculpture et d'architecture de Moscou et au département de philosophie de l’université d'État de Moscou. Ses sculptures, souvent basées sur les formes du corps humain, sont remarquées pour leur expressionnisme et leur plasticité. Bien que son matériau préféré soit le bronze, ses œuvres les plus monumentales sont en béton. La plupart de ses œuvres fait partie de périodes couvrant plusieurs années. La plus connue est The Tree of Life (L’Arbre de Vie), un thème qu’il développe depuis 1956.

### Carrière artistique
En 1962, lors de l’exposition au Manège de Moscou, Nikita Khrouchtchev tourne en dérision le travail de Neïzvestny en le traitant d’art dégénéré avec son fameux « Pourquoi défigurez-vous ainsi les visages des gens du Peuple soviétique ? ».
Neïzvestny lui avait répondu : « ne pas avoir peur de (ses) menaces" et avait proposé de lui expliquer son art ». Khrouchtchev avait refusé, l'accusant de gâcher des matériaux essentiels dans l'industrie soviétique et lui recommanda de quitter l'URSS. 
Neïzvestny partit pour les USA.
Malgré ça, le sculpteur est approché par la famille Khrouchtchev pour dessiner la tombe de l’ancien dirigeant au cimetière de Novodevitchi. Une autre de ses œuvres célèbres est le Prometheus du centre international pour enfants d’Artek (1966).
Durant les années 1980, Ernst Neïzvestny est professeur invité à l’université de l'Oregon et à l’université de Californie à Berkeley. Il travaille également avec la Galerie Magna à San Francisco où ses expositions sont très prisées au milieu des années 1980. Cette galerie lui demande également de créer sa série intitulée Man through the Wall (L’Homme à travers le mur) pour célébrer la fin du communisme à la fin des années 1980. La série marque la fin de ses relations avec la galerie.
En 1996, Ernst Neïzvestny termine son « Masque de tristesse », un monument de 15 mètres de haut, dédié aux victimes des purges soviétiques, situé à Magadan. La même année, il reçoit le prix d’État de la fédération de Russie. Bien qu’il vive à New York et travaille à l’université Columbia, Ernst Neïzvestny se rend fréquemment à Moscou, ville dans laquelle il fête son 80e anniversaire. En Suède, à Uttersberg, un musée est dédié à ses sculptures. Quelques-unes de ses statues de crucifixion sont acquises par Jean-Paul II pour les musées du Vatican. En 2004, Ernst Neïzvestny devient membre honoraire de l’Académie russe des beaux-arts.
Le Kremlin communique à l'annonce de son décès, : « Il était à juste titre considéré comme l’un des meilleurs sculpteurs contemporains. Sa mort est une perte irréparable pour la culture. »

## Récompenses et distinctions
- ordre du Mérite pour la Patrie de 3e classe : 1996
- ordre de l'Honneur (Russie) : 2000
- prix d'État de la fédération de Russie : 1996
- ordre de l'Étoile rouge : 1945
- médaille du Courage (Russie) : 1947
- médaille pour la victoire sur l'Allemagne : 1945